# Bezlepková potravina
Bezlepková potravina je potravina, která neobsahuje bílkovinu lepek, který se přirozeně vyskytuje v obilovinách. Mají význam pro bezlepkovou dietu, která je nutná zejména při onemocnění celiakií.

## Lepek
Lepek neboli gluten je bílkovina nacházející se v pšenici, ječmeni a žitu. Lepek se podle druhu obilí skládá ze dvou různých bílkovin. V pšenici jsou to bílkoviny gliadin a glutenin, u ječmene hordein a glutenin, u žita se jedná o bílkoviny sekalin a glutenin.

## Celiakie
Celiakie není alergie na lepek. Jedná se o chronické autoimunitní onemocnění tenkého střeva, které je na lepek citlivé. Potraviny, které ho obsahují, tak způsobují poškození sliznice tenkého střeva.

## bezlepkové potraviny
Potraviny bez lepku lze rozdělit do dvou skupin – na potraviny bezlepkové (potraviny, ze kterých byl lepek odstraněn během výrobního procesu) a přirozeně bezlepkové.
Potraviny s označením „Bez lepku“ jsou takové potraviny, ve kterých může být pšeničná mouka či pšeničný škrob obsažen, je ale uměle zbaven lepku, tzv. deproteinovaný. V případě, kdy není pšeničná mouka použitá, je nahrazena moukou, která lepek neobsahuje např. kukuřičná nebo rýžová mouka.

## Souhrn základních bezlepkových potravin
Ořechy a semínkaBezlepkovým zdrojem kvalitních tuků a bílkovin jsou veškeré druhy ořechů (kokos, para ořechy, kešu, makadamové ořechy, vlašské ořechy, lískové ořechy, mandle, piniové oříšky…) a semínka (slunečnicová, dýňová, len, sezam, konopné semínko a další).
Mléko a mléčné výrobkyV jogurtech se lepek užívá, čisté mléko jej neobsahuje.
LušteninyČočka, hrách, sója, fazole, cizrna a další druhy luštěnin jsou z výživového hlediska prospěšné, obsahují málo tuku a množství minerálních látek (hořčíku, draslíku, vápníku, železa, mědi a zinku).
Bezlepkové obilovinyVšechny níže uvedené obiloviny jsou přirozeně bezlepkové a jsou nutričně hodnotné.
- Pohanka je zdrojem bílkovin a esenciálních i neesenciálních aminokyselin. Je bohatá na minerály a antioxidanty. Obsahuje mimo jiné rutin, který posiluje drobné krevní cévy
- Quinoa obsahuje devět esenciálních aminokyselin, důležité enzymy, vitamíny a minerály, vlákninu a antioxidanty, pomáhá při léčbě aterosklerózy, rakoviny prsu a cukrovky
- Amarant je zdrojem bílkovin, obsahuje množství minerálů, vitamínů a zdraví prospěšnou vlákninu
- Jáhly (proso) bohaté na bílkoviny a esenciální aminokyseliny, vlákninu, minerály a vitamíny skupiny B.

Přirozeně bezlepkové moukyMouka mandlová, chia, kokosová, cizrnová, lískooříšková, pekanová, psyllium, dýňová, sezamová, slunečnicová, mouka z vlašských ořechů, amarantová mouka, kukuřičná (neboli polenta), rýžová, pohanková mouka